# اليوم العالمي للشلل الدماغي
اليوم العالمي للشلل الدماغي هو حركة اجتماعية ويوم للاحتفال والتأكيد على حياة 17 مليون شخص يعيشون مع الشلل الدماغي. تم إطلاق المشروع في عام 2012 من قبل تحالف الشلل الدماغي (أستراليا) ومنظمة الشلل الدماغي المتحدة في الولايات المتحدة الأمريكية. يحظى هذا البرنامج بدعم أكثر من 450 منظمة تقدم خدمات الشلل الدماغي، والجامعات، ومجموعات الآباء، ومؤسسات البحث، ومجموعات الطلاب، والمدارس ومستشفيات الأطفال من 65 دولة. أطلق على الحملة الأولى لليوم العالمي للشلل الدماغي اسم "تغيير عالمي في دقيقة واحدة. سعى المشروع إلى الحصول على أفكار من المجتمع العالمي للأشخاص الذين يعانون من الشلل الدماغي فيما يتعلق بالتقنيات والمنتجات التي تحتاج إلى اختراع - والتي لديها القدرة على "تغيير العالم" للأشخاص الذين يعيشون مع الشلل الدماغي.
في عام 2012، تم نشر أكثر من 470 فكرة على موقع اليوم العالمي للشلل الدماغي. تم اختيار ثلاث أفكار ثم تم توجيه الدعوة للمخترعين. فاز فريق بحثي من جامعة فرجينيا بالجائزة الكبرى. قاموا بتطوير نموذج أولي لكرسي متحرك يعمل بالطاقة الشمسية، وكانت هذه الفكرة هي التي طرحها ألبر سيرفان، وهو رجل مصاب بالشلل الدماغي في تركيا. تم تقديم النموذج الأولي للكرسي المتحرك إلى ألبر في يوم الشلل الدماغي العالمي 2013.
في عام 2015، تطورت الحملة إلى حركة اجتماعية تستهدف القضايا الست الرئيسية التي تؤثر على الأشخاص المصابين بالشلل الدماغي في جميع أنحاء العالم، بغض النظر عن الاختلافات الجغرافية والثقافية والاقتصادية. يوفر الموقع الإلكتروني الأدوات والموارد للمنظمات للتكيف واتخاذ الإجراءات محليًا، وبذلك يبني الحركة العالمية من أجل التغيير. يصادف اليوم العالمي لعام 2019 يوم الأحد 6 أكتوبر.